# سن نیکولا بارونیا

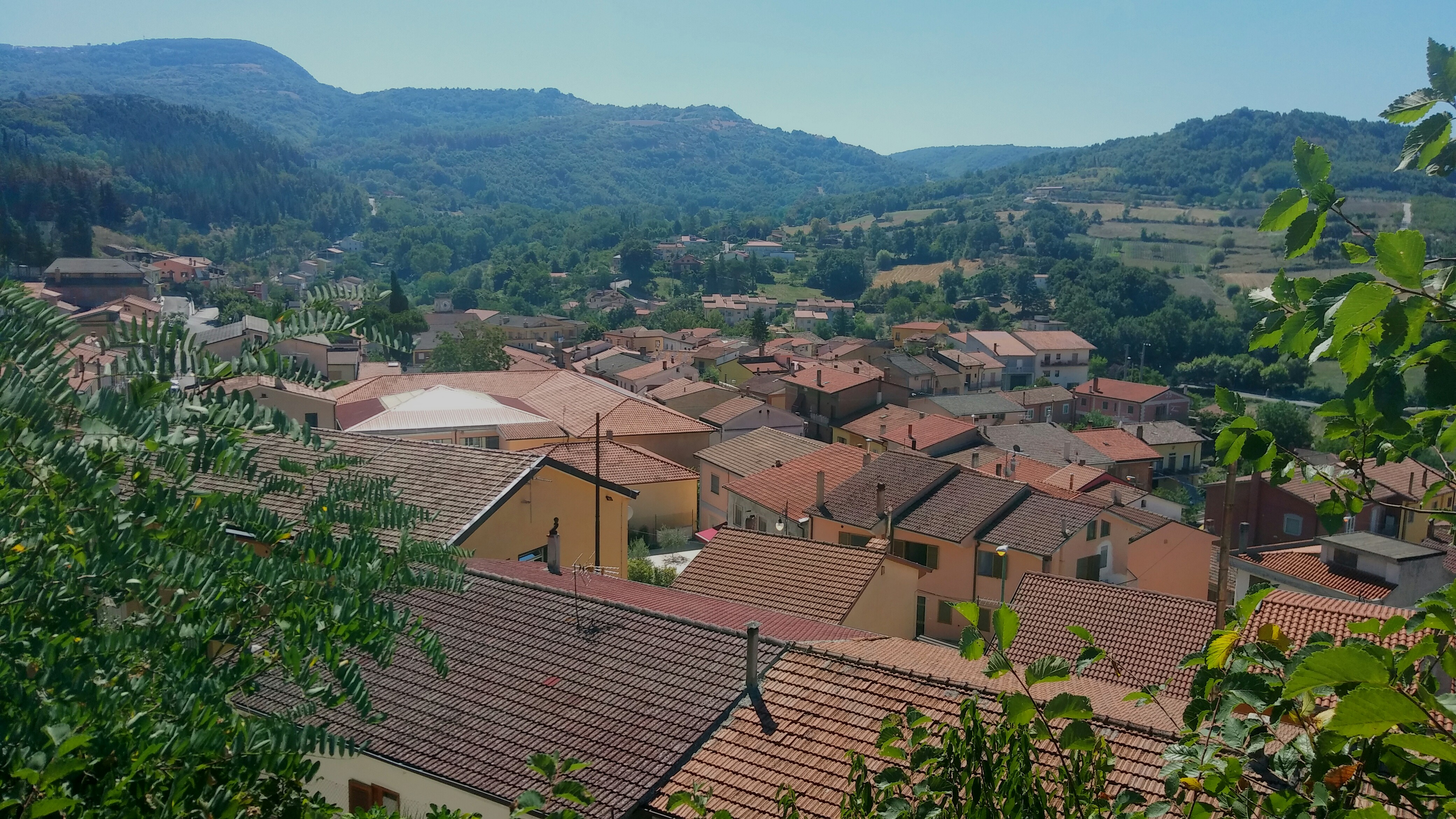
نمایی از سن نیکولا بارونیا

سن نیکولا بارونیا (به ایتالیایی: San Nicola Baronia) یک کومونه در ایتالیا است که در استان آولینو واقع شده‌است.

## خصوصیات
سن نیکولا بارونیا ۶٫۸۷ کیلومترمربع مساحت و ۸۰۱ نفر جمعیت دارد و ۶۱۰ متر بالاتر از سطح دریا واقع شده‌است.